# ملواها
ملواها (انگلیسی: Malavas) یکی از قبایل باستانی هند بودند. محققان مدرن آنها را همان قومی می‌شناسند که در زمان حمله اسکندر در قرن چهارم قبل از میلاد در منطقه پنجاب ساکن بوده‌اند و جنگ اسکندر علیه آنها در روایت‌های یونان باستان توصیف شده‌است؛ و بعدها، باالجبار به سمت جنوب به راجستان کنونی و در نهایت به مادیا پرادش و گجرات مهاجرت کردند و قدرت آنها به تدریج در نتیجه شکست‌ها کاهش یافت.
در زمان حمله اسکندر در قرن چهارم قبل از میلاد، آنها در منطقه پنجاب امروزی زندگی می‌کردند. آنها در نهایت به منطقه ملوا در مرکز هند مهاجرت کردند و نام منطقهٔ ملوا در هندوستان از نام این قوم ریشه گرفته‌است.